# Basse-Kotto
Basse-Kotto (deutsch Niederkotto) ist eine Präfektur der Zentralafrikanischen Republik mit der Hauptstadt Mobaye. Die Größe der Präfektur beträgt 16.900 km². Mit Stand 2022 wurden 380.172 Einwohner gemeldet.
Basse-Kotto ist unterteilt in 6 Subpräfekturen (jeweils mit ihrer Hauptstadt in Klammern):
- Alindao (Alindao)
- Kembé (Kembé)
- Mingala (Mingala)
- Mobaye (Mobaye)
- Satéma (Satéma)
- Zangba (Zangba)

## Geografie
Die Präfektur liegt im Süden des Landes und grenzt im Nordwesten und Westen an die Präfektur Ouaka, im Nordosten an die Präfektur Haute-Kotto, im Osten an die Präfektur Mbomou und im Süden an die Demokratische Republik Kongo.